# Abraham Lincoln: The Hoosier Youth
La Abraham Lincoln: The Hoosier Youth è una scultura in bronzo dell'artista statunitense Paul Manship; fu commissionata nel 1928 dalla "Lincoln National Life Insurance Company" per arricchire l'ingresso della sua sede principale a Fort Wayne.
La statua è alta 3,8 m, siede su un piedistallo progettato dall'architetto Benjamin Wistar Morris ed ha una base di granito. L'opera rappresenta un giovane Abraham Lincoln durante il periodo in cui visse nell'Indiana. La figura indossa una camicia fatta a mano, pantaloni di pelle di daino e stivali. È seduto su un tronco d'albero e tiene in mano un libro; un'ascia si appoggia contro la sua gamba ed un cane è seduto accanto a lui.
Manship ha anche scolpito quattro bassorilievi allegorici in bronzo, uno per ciascun lato del piedistallo, per rappresentare i tratti associati a Lincoln: Carità, Fortezza (virtù), Giustizia e Patriottismo. La statua venne ufficialmente dedicata il 16 settembre 1932.